# Timothy C. May
Pour les articles homonymes, voir May.
Timothy Christopher May, dit Tim May (né le 21 décembre 1951 à Bethesda dans le Maryland et mort le 13 décembre 2018 à Corralitos en Californie,), est un informaticien américain, ingénieur et chef scientifique chez Intel à une période précoce et cruciale de l'histoire de cette société.

## Découverte de l'effet des particules alpha sur des puces d'ordinateurs
En tant qu'ingénieur, Tim May est plus connu pour avoir résolu le Problème des Particules Alpha ce qui nuisait à la fiabilité des circuits intégrés lorsque l'appareil atteint une taille critique où une particule alpha unique pourrait changer l'état d'une valeur stockée et causer une perturbation isolée. May comprit que l'emballage en céramique qu'Intel utilisait était fait à partir d'argile légèrement radioactif. Intel résolu la question en adoptant des emballages plastiques pour leurs produits.
Il fut coauteur avec Murray H. Woods de l'article « Alpha Particle Induced Soft Errors in Dynamic Memories » publié en janvier 1979 dans IEEE TRANSACTIONS on Electron Devices et vainqueur du Prix Baker en 1981.

## Écrits sur la cryptographie et la confidentialité
Tim May fut un important contributeur de la liste de diffusion Cypherpunks et écrivit beaucoup sur la cryptographie et la confidentialité dans les années 1990.
Il écrivit un manifeste Cypherpunk : the Cyphernomicon dont l'essai True Nyms and Crypto Anarchy connu une certaine popularité.
En 1988, Tim May invente l'expression Les Quatre Cavaliers de l'Infocalypse, faisant référence aux « pornographes pédophiles, terroristes, trafiquants de drogue, etc. ». May a utilisé cette expression pour exprimer son mépris pour ce qu'il percevait des argumentations du type « Pensez aux enfants / Il faut protéger les enfants » de la part de représentants du gouvernement et d'autres personnes cherchant à justifier la limitation de l'utilisation civile des outils de cryptographie. Des connotations liées à une telle argumentation continuent d'être attachées à cette expression, et elle est plus couramment utilisée par ceux qui souhaitent tourner en dérision les diverses restrictions imposées à l'activité sur Internet que par ceux qui les soutiennent. 